# Droga międzynarodowa T22
Droga międzynarodowa T22 – byłe oznaczenie drogi, prowadzącej od przejścia granicznego na granicy z NRD w Zgorzelcu do Krzywej.
Droga T22 stanowiła połączenie drogi międzynarodowej E22 z granicą państwową. Istniała w latach 70. i 80. XX wieku. Została zlikwidowana w wyniku reformy sieci drogowej w lutym 1986 roku.
Aktualnie dawna T22 posiada oznaczenie drogi krajowej nr 94.

## Historyczny przebieg T22
- województwo jeleniogórskie
  -  Zgorzelec – granica z NRD
  - Zgorzelec  19   60 
  - Jeleniów
  - Zebrzydowa
  - Bolesławiec  E14 
  - Krzywa  E22   262